# Тотана
Тотана (шп. Totana) град је у Шпанији у аутономној заједници Регион Мурсија. Према процени из 2017. у граду је живело 30 981 становника.

## Становништво
Према процени, у граду је 2017. живело 30 981 становника.
| 2017.  |
| ------ |
| 30.981 |